# Rogério Bertani
Rogério Bertani es un aracnólogo brasileño, activo en el Instituto Butantan.
Se lo considera uno de los más insignes especialistas en Theraphosidae en el mundo. Ha descrito numerosas especies.

## Abreviatura (zoología)
La abreviatura Bertani  se emplea para indicar a Rogério Bertani como autoridad en la descripción y taxonomía en zoología.